# Olympische Sommerspiele 1980/Rudern
Bei den XXII. Olympischen Sommerspielen 1980 in Moskau fanden 14 Wettkämpfe im Rudern statt.

## Bilanz

### Medaillenspiegel
| Platz | Land             | Gold | Silber | Bronze | Gesamt |
| ----- | ---------------- | ---- | ------ | ------ | ------ |
| 1     | DDR              | 11   | 1      | 2      | 14     |
| 2     | Sowjetunion      | 1    | 9      | 2      | 12     |
| 3     | Rumänien         | 1    | –      | 2      | 3      |
| 4     | Finnland         | 1    | –      | –      | 1      |
| 5     | Bulgarien        | –    | 1      | 3      | 4      |
| 6     | Großbritannien   | –    | 1      | 2      | 3      |
| 7     | Jugoslawien      | –    | 1      | 1      | 2      |
| 7     | Polen            | –    | 1      | 1      | 2      |
| 9     | Tschechoslowakei | –    | –      | 1      | 1      |

### Medaillengewinner
| Konkurrenz             | Gold | Silber | Bronze |
| ---------------------- | --- | --- | --- |
| Einer                  | Pertti Karppinen | Wassili Jakuscha | Peter Kersten |
| Doppelzweier           | DDR Joachim Dreifke Klaus Kröppelien | Jugoslawien Zoran Pančić Milorad Stanulov | Tschechoslowakei Zdeněk Pecka Václav Vochoska |
| Zweier ohne Steuermann | DDR Bernd Landvoigt Jörg Landvoigt | Sowjetunion Juri Pimenow Nikolai Pimenow | Großbritannien Charles Wiggin Malcolm Carmichael |
| Zweier mit Steuermann  | DDR Harald Jährling Friedrich-Wilhelm Ulrich Georg Spohr                                                                                | Sowjetunion Wiktor Perewersew Gennadi Krjutschkin Alexander Lukjanow                                                                                  | Jugoslawien Duško Mrduljaš Zlatko Celent Josip Reić |
| Doppelvierer           | DDR Frank Dundr Carsten Bunk Uwe Heppner Martin Winter                                                                                  | Sowjetunion Juryj Schapotschka Jewgeni Barbakow Waleri Kleschnjow Mykola Dowhan                                                                       | Bulgarien Mintscho Nikolow Ljubomir Petrow Iwo Russew Bogdan Dobrew |
| Vierer ohne Steuermann | DDR Jürgen Thiele Andreas Decker Stefan Semmler Siegfried Brietzke                                                                      | Sowjetunion Alexei Kamkin Waleri Dolinin Alexander Kulagin Witali Jelissejew                                                                          | Großbritannien John Beattie Ian McNuff David Townsend Martin Cross |
| Vierer mit Steuermann  | DDR Dieter Wendisch Ullrich Dießner Walter Dießner Gottfried Döhn Andreas Gregor                                                        | Sowjetunion Artūrs Garonskis Dimants Krišjānis Dzintars Krišjānis Žoržs Tikmers Juris Bērziņš                                                         | Polen Grzegorz Stellak Adam Tomasiak Grzegorz Nowak Ryszard Stadniuk Ryszard Kubiak                                                                                         |
| Achter                 | DDR Bernd Krauß Hans-Peter Koppe Ulrich Kons Jörg Friedrich Jens Doberschütz Ulrich Karnatz Uwe Dühring Bernd Höing Klaus-Dieter Ludwig | Großbritannien Duncan McDougall Allan Whitwell Henry Clay Chris Mahoney Andrew Justice John Pritchard Malcolm McGowan Richard Stanhope Colin Moynihan | Sowjetunion Wiktor Kakoschyn Andrij Tyschtschenko Oleksandr Tkatschenko Jonas Pinskus Jonas Narmontas Andrej Luhin Oleksandr Manzewytsch Ihar Majstrenka Hryhorij Dmytrenko |

| Konkurrenz                  | Gold | Silber | Bronze |
| --------------------------- | --- | --- | --- |
| Einer                       | Sanda Toma | Antonina Machina | Martina Schröter |
| Doppelzweier                | Sowjetunion Jelena Chlopzewa Larissa Popowa                                                                                           | DDR Cornelia Linse Heidi Westphal | Rumänien Olga Homeghi Valeria Răcilă |
| Zweier ohne Steuerfrau      | DDR Ute Steindorf Cornelia Klier | Polen Małgorzata Dłużewska Czesława Kościańska | Bulgarien Sika Barbulowa Stojanka Kurbatowa |
| Doppelvierer mit Steuerfrau | DDR Sybille Reinhardt Jutta Ploch Jutta Lau Roswietha Zobelt Liane Buhr                                                               | Sowjetunion Antonina Pustowit Jelena Matijewskaja Olga Wassiltschenko Nadeschda Ljubimowa Nina Tscheremissina                                                     | Bulgarien Mariana Serbesowa Rumeljana Bontschewa Dolores Nakowa Anka Bakowa Anka Georgiewa                                                         |
| Vierer mit Steuerfrau       | DDR Ramona Kapheim Silvia Fröhlich Angelika Noack Romy Saalfeld Kirsten Wenzel                                                        | Bulgarien Ginka Gjurowa Marijka Modewa Rita Todorowa Iskra Welinowa Nadeschda Filipowa                                                                            | Sowjetunion Marija Fadejewa Galina Sowetnikowa Marina Studnewa Swetlana Semjonowa Nina Tscheremissina                                              |
| Achter                      | DDR Martina Boesler Kersten Neisser Christiane Köpke Birgit Schütz Gabriele Kühn Ilona Richter Marita Sandig Karin Metze Marina Wilke | Sowjetunion Olha Pywowarowa Nina Umanez Nadija Prischtschepa Walentina Schulina Tatjana Stezenko Olena Teroschyna Nina Preobraschenska Marija Pasjun Nina Frolowa | Rumänien Angelica Aposteanu Marlena Zagoni Rodica Frîntu Florica Bucur Rodica Puscatu Ana Iliuță Maria Constantinescu Elena Bondar Elena Dobrițoiu |

## Ergebnisse

### Männer
20. bis 27. Juli

#### Einer
| Platz | Land | Sportler                 | Zeit (min)            |
| ----- | ---- | ------------------------ | --------------------- |
| 1     | FIN  | Pertti Karppinen         | 7:09,61               |
| 2     | URS  | Wassili Jakuscha         | 7:11,66               |
| 3     | GDR  | Peter Kersten            | 7:14,88               |
| 4     | TCH  | Vladek Lacina            | 7:17,57               |
| 5     | SWE  | Hans Svensson            | 7:19,38               |
| 6     | GBR  | Hugh Matheson            | 7:20,28               |
| 7     | SUI  | Bernard Destraz          | 7:19,90 (im B-Finale) |
| 8     | GRE  | Konstatinos Kontomanolis | 7:20,29 (im B-Finale) |

#### Doppelzweier
| Platz | Land    | Sportler                              | Zeit (min)            |
| ----- | ------- | ------------------------------------- | --------------------- |
| 1     | GDR     | Joachim Dreifke Klaus Kröppelien      | 6:24,33               |
| 2     | YUG     | Zoran Pančić Milorad Stanulov         | 6:26,34               |
| 3     | TCH     | Zdeněk Pecka Václav Vochoska          | 6:29,04               |
| 4     | GBR     | Jim Clark Christopher Baillieu        | 6:31,13               |
| 5     | URS     | Alexander Fomtschenko Jewgeni Dulejew | 6:35,34               |
| 6     | POL     | Wiesław Kujda Piotr Tobolski          | 6:39,66               |
| 7     | Spanien | José Ramón Oyarzábal José Luis Korta  | 6:38,38 (im B-Finale) |
| 8     | FRA     | Marc Boudoux Didier Gallet            | 6:43,60 (im B-Finale) |

#### Zweier ohne Steuermann
| Platz | Land | Sportler                               | Zeit (min)            |
| ----- | ---- | -------------------------------------- | --------------------- |
| 1     | GDR  | Bernd Landvoigt Jörg Landvoigt         | 6:48,01               |
| 2     | URS  | Juri Pimenow Nikolai Pimenow           | 6:50,50               |
| 3     | GBR  | Charles Wiggin Malcolm Carmichael      | 6:51,47               |
| 4     | ROU  | Constantin Postoiu Valer Toma          | 6:53,49               |
| 5     | TCH  | Miroslav Vraštil Miroslav Knapek       | 7:01,54               |
| 6     | SWE  | Anders Larson Anders Wilgotson         | 7:02,52               |
| 7     | IRL  | Pat Gannon Willie Ryan                 | 6:54,60 (im B-Finale) |
| 8     | FRA  | Jean-Claude Roussel Dominique Lecointe | 6:55,22 (im B-Finale) |

#### Zweier mit Steuermann
| Platz | Land | Sportler                                                        | Zeit (min)            |
| ----- | ---- | --------------------------------------------------------------- | --------------------- |
| 1     | GDR  | Harald Jährling Friedrich-Wilhelm Ulrich Georg Spohr (Stm.)     | 7:02,54               |
| 2     | URS  | Wiktor Perewersew Gennadi Krjutschkin Alexander Lukjanow (Stm.) | 7:03,35               |
| 3     | YUG  | Duško Mrduljaš Zlatko Celent Josip Reić (Stm.)                  | 7:04,92               |
| 4     | ROU  | Petre Ceapura Gabriel Bularda Ladislau Lovrenschi (Stm.)        | 7:07,17               |
| 5     | BUL  | Rumen Christow Zwetan Petkow Todor Kischew (Stm.)               | 7:09,21               |
| 6     | TCH  | Josef Plamínek Milan Škopek Oldřich Hejdušek (Stm.)             | 7:09,41               |
| 7     | ITA  | Antonio Dell’Aquila Giuseppe Abbagnale Giuseppe Di Capua (Stm.) | 7:18,87 (im B-Finale) |
| 8     | FRA  | Serge Fornara Hervé Bourquel Jean-Pierre Huguet-Balent (Stm.)   | 7:21,27 (im B-Finale) |

#### Doppelvierer
| Platz | Land | Sportler                                                                      | Zeit (min)            |
| ----- | ---- | ----------------------------------------------------------------------------- | --------------------- |
| 1     | GDR  | Frank Dundr Carsten Bunk Uwe Heppner Martin Winter                            | 5:49,81               |
| 2     | URS  | Juryj Schapotschka Jewgeni Barbakow Waleri Kleschnjow Mykola Dowhan           | 5:51,47               |
| 3     | BUL  | Mintscho Nikolow Ljubomir Petrow Iwo Russew Bogdan Dobrew                     | 5:52,38               |
| 4     | FRA  | Christian Marquis Jean Raymond Peltier Charles Imbert Roland Weill            | 5:53,45               |
| 5     | ESP  | Joan Solano Jesús González Manuel Vera Vázquez Julio Oliver                   | 6:01,19               |
| 6     | YUG  | Milan Arežina Darko Zibar Dragan Obradović Nikola Stefanović                  | 6:10,76               |
| 7     | POL  | Andrzej Skowroński Zbigniew Andruszkiewicz Ryszard Burak Stanisław Wierzbicki | 5:58,63 (im B-Finale) |
| 8     | NED  | Victor Scheffers Jeroen Vervoort Rob Robbers Ronald Vervoort                  | 6:02,58 (im B-Finale) |

#### Vierer ohne Steuermann
| Platz | Land | Sportler                                                                      | Zeit (min)            |
| ----- | ---- | ----------------------------------------------------------------------------- | --------------------- |
| 1     | GDR  | Jürgen Thiele Andreas Decker Stefan Semmler Siegfried Brietzke                | 6:08,17               |
| 2     | URS  | Alexei Kamkin Waleri Dolinin Alexander Kulagin Witali Jelissejew              | 6:11,81               |
| 3     | GBR  | John Beattie Ian McNuff David Townsend Martin Cross                           | 6:16,58               |
| 4     | TCH  | Vojtěch Caska Jiří Prudil Josef Neštický Lubomír Zapletal                     | 6:18,63               |
| 5     | ROU  | Daniel Voiculescu Carolică Ilieş Petru Iosub Nicolae Simion                   | 6:19,45               |
| 6     | SUI  | Jürg Weitnauer Bruno Saile Hans-Konrad Trümpler Stefan Netzle                 | 6:26,46               |
| 7     | FRA  | Jean-Pierre Bremer Nicolas Lourdaux Bernard Bruand Dominique Basset           | 6:19,06 (im B-Finale) |
| 8     | POL  | Mirosław Jarzembowski Mariusz Trzciński Henryk Trzciński Marek Niedziałkowski | 6:22,31 (im B-Finale) |

#### Vierer mit Steuermann
| Platz | Land | Sportler                                                                                 | Zeit (min)            |
| ----- | ---- | ---------------------------------------------------------------------------------------- | --------------------- |
| 1     | GDR  | Dieter Wendisch Ullrich Dießner Walter Dießner Gottfried Döhn Andreas Gregor (Stm.)      | 6:14,51               |
| 2     | URS  | Artūrs Garonskis Dimants Krišjānis Dzintars Krišjānis Žoržs Tikmers Juris Bērziņš (Stm.) | 6:19,05               |
| 3     | POL  | Grzegorz Stellak Adam Tomasiak Grzegorz Nowak Ryszard Stadniuk Ryszard Kubiak (Stm.)     | 6:22,52               |
| 4     | ESP  | José Manuel Bermúdez Isidro Martín Salvador Verges Luis Lasúrtegui Javier Sabriá (Stm.)  | 6:26,23               |
| 5     | BUL  | Christo Alexandrow Wilchelm Germanow Georgi Petkow Stojan Stojanow Nenko Dobrew (Stm.)   | 6:28,13               |
| 6     | SUI  | Daniel Homberger Peter Rahn Roland Stocker Peter Stocker Karl Graf (Stm.)                | 6:30,26               |
| 7     | GBR  | Lenny Robertson Gordon Rankine Colin Seymour John Roberts Alan Inns (Stm.)               | 6:27,11 (im B-Finale) |
| 8     | BRA  | Laildo Machado Wandir Kuntze Walter Soares Henrique Johann Manuel Mandel (Stm.)          | 6:33,29 (im B-Finale) |

#### Achter
| Platz | Land | Sportler | Zeit (min)            |
| ----- | ---- | --- | --------------------- |
| 1     | GDR  | Bernd Krauß, Hans-Peter Koppe, Ulrich Kons, Jörg Friedrich, Jens Doberschütz, Ulrich Karnatz, Uwe Dühring, Bernd Höing, Klaus-Dieter Ludwig (Stm.)                             | 5:49,05               |
| 2     | GBR  | Duncan McDougall, Allan Whitwell, Henry Clay, Chris Mahoney, Andrew Justice, John Pritchard, Malcolm McGowan, Richard Stanhope, Colin Moynihan (Stm.)                          | 5:51,92               |
| 3     | URS  | Wiktor Kakoschyn, Andrij Tyschtschenko, Oleksandr Tkatschenko, Jonas Pinskus, Jonas Narmontas, Andrej Luhin, Oleksandr Manzewytsch, Ihar Majstrenka, Hryhorij Dmytrenko (Stm.) | 5:52,66               |
| 4     | TCH  | Dušan Vičík, Pavel Pevný, Karel Neffe, Karel Mejta junior, Milan Kyselý, Ctirad Jungmann, Lubomír Janko, Milan Doleček, Jiří Pták (Stm.)                                       | 5:53,73               |
| 5     | AUS  | Islay Lee, Stephen Handley, William Dankbaar, Andrew Withers, Timothy Willoughby, James Lowe, Tim Young, Brian Richardson, David England (Stm.)                                | 5:56,74               |
| 6     | BUL  | Boschidar Rangelow, Jani Ignatow, Petar Pazew, Michail Petrow, Wesselin Schterew, Teodor Mrankow, Dimitar Janakiew, Iwan Botew, Wenzeslaw Kantschew (Stm.)                     | 6:04,05               |
| 7     | HUN  | Ferenc Kiss, Péter Tóvári, Róbert Sass, Attila Strochmayer, András Kormos, Zoltán Sztárcsevics, Kálmán Toronyi, László Kiss, Miklós Bálint (Stm.)                              | 5:57,61 (im B-Finale) |
| 8     | CUB  | Wenceslao Borroto, Ismael Carbonell, Jorge Álvarez, Hermenegildo Palacio, Francisco Mora, Juan Bueno, Juan Alfonso, Antonio Riaño, Enrique Carrillo (Stm.)                     | 6:14,98 (im B-Finale) |

### Frauen
21. bis 26. Juli

#### Einer
| Platz | Land | Sportlerin       | Zeit (min)          |
| ----- | ---- | ---------------- | ------------------- |
| 1     | ROU  | Sanda Toma       | 3:40,69             |
| 2     | URS  | Antonina Machina | 3:41,65             |
| 3     | GDR  | Martina Schröter | 3:43,54             |
| 4     | BUL  | Rossiza Spassowa | 3:47,22             |
| 5     | GBR  | Beryl Mitchell   | 3:49,71             |
| 6     | POL  | Beata Dziadura   | 3:51,45             |
| 7     | IRL  | Frances Cryan    | k. A. (im B-Finale) |
| 8     | HUN  | Mariann Ambrus   | DNS (im B-Finale)   |

#### Doppelzweier
| Platz | Land | Sportlerinnen                    | Zeit (min)                 |
| ----- | ---- | -------------------------------- | -------------------------- |
| 1     | URS  | Jelena Chlopzewa Larissa Popowa  | 3:16,27                    |
| 2     | GDR  | Cornelia Linse Heidi Westphal    | 3:17,63                    |
| 3     | ROU  | Olga Homeghi Valeria Răcilă      | 3:18,91                    |
| 4     | BUL  | Swetla Ozetowa Sdrawka Jordanowa | 3:23,14                    |
| 5     | POL  | Hanna Jarkiewicz Janina Klucznik | 3:27,25                    |
| 6     | HUN  | Ilona Bata Klára Langhoffer      | 3:35,70                    |
| 7     | GBR  | Sue Handscomb Astrid Ayling      | 3:33,32 (im Hoffnungslauf) |

#### Zweier ohne Steuerfrau
| Platz | Land | Sportlerinnen                            | Zeit (min)                 |
| ----- | ---- | ---------------------------------------- | -------------------------- |
| 1     | GDR  | Ute Steindorf Cornelia Klier             | 3:30,49                    |
| 2     | POL  | Małgorzata Dłużewska Czesława Kościańska | 3:30,95                    |
| 3     | BUL  | Sika Barbulowa Stojanka Kurbatowa        | 3:32,39                    |
| 4     | ROU  | Florica Dospinescu Elena Oprea           | 3:35,14                    |
| 5     | URS  | Larissa Sawarsina Galina Stepanowa       | 4:12,53                    |
| 6     | HUN  | Teréz Bednarik Éva Molnár                | 3:50,47 (im Hoffnungslauf) |

#### Doppelvierermit Steuerfrau
| Platz | Land | Sportlerinnen                                                                                              | Zeit (min)                 |
| ----- | ---- | --- | -------------------------- |
| 1     | GDR  | Sybille Reinhardt Jutta Ploch Jutta Lau Roswietha Zobelt Liane Buhr (Stf.)                                 | 3:15,32                    |
| 2     | URS  | Antonina Pustowit Jelena Matijewskaja Olga Wassiltschenko Nadeschda Ljubimowa Nina Tscheremissina (Stf.)   | 3:15,73                    |
| 3     | BUL  | Mariana Serbesowa Rumeljana Bontschewa Dolores Nakowa Anka Bakowa Anka Georgiewa (Stf.)                    | 3:16,10                    |
| 4     | ROU  | Maria Macoviviuc Aneta Mihaly Stela Banovici Mariana Zaharia Elena Giurcă (Stf.)                           | 3:16,82                    |
| 5     | POL  | Bogusława Kozłowska-Tomasiak Mariola Abrahamczyk Maria Kobylińska Aleksandra Kaczyńska Maria Dzieża (Stf.) | 3:20,95                    |
| 6     | NED  | Ineke Donkervoort Lily Meeuwisse Greet Hellemans Jos Compaan Monique Pronk (Stf.)                          | 3:22,64                    |
| 7     | HUN  | Judit Kéri Valéria Gyimesi Zoltanne Ribáry Kamilla Kosztolányi Erzsebet Nagy                               | 3:22,98 (im Hoffnungslauf) |

#### Vierer mit Steuerfrau
| Platz | Land | Sportlerinnen                                                                                    | Zeit (min)                 |
| ----- | ---- | ------------------------------------------------------------------------------------------------ | -------------------------- |
| 1     | GDR, | Ramona Kapheim Silvia Fröhlich Angelika Noack Romy Saalfeld Kirsten Wenzel (Stf.)                | 3:19,27                    |
| 2     | BUL  | Ginka Gjurowa Marijka Modewa Rita Todorowa Iskra Welinowa Nadeschda Filipowa (Stf.)              | 3:20,75                    |
| 3     | URS  | Marija Fadejewa Galina Sowetnikowa Marina Studnewa Swetlana Semjonowa Nina Tscheremissina (Stf.) | 3:20,92                    |
| 4     | ROU  | Georgeta Militaru-Maşca Florica Silaghi Maria Tănasă-Fricioiu Valeria Cătescu Aneta Matei (Stf.) | 3:22,08                    |
| 5     | AUS  | Anne Chirnside Verna Westwood Pam Westendorf Sally Harding Susie Palfreyman (Stf.)               | 3:26,37                    |
| 6     | GBR  | Pauline Janson Bridget Buckley Pauline Hart Jane Cross Sue Brown (Stf.)                          | 3:35,85 (im Hoffnungslauf) |

#### Achter
| Platz | Land | Sportlerinnen | Zeit (min)                 |
| ----- | ---- | --- | -------------------------- |
| 1     | GDR  | Martina Boesler, Kersten Neisser, Christiane Köpke, Birgit Schütz, Gabriele Kühn, Ilona Richter, Marita Sandig, Karin Metze, Marina Wilke (Stf.)                                      | 3:03,32                    |
| 2     | URS  | Olha Pywowarowa, Nina Umanez, Nadija Prischtschepa, Walentina Schulina, Tatjana Stezenko, Olena Teroschyna, Nina Preobraschenska, Marija Pasjun, Nina Frolowa (Stf.)                  | 3:04,29                    |
| 3     | ROU  | Angelica Aposteanu, Marlena Zagoni, Rodica Frîntu, Florica Bucur, Rodica Puscatu, Ana Iliuță, Maria Constantinescu, Elena Bondar, Elena Dobrițoiu (Stf.)                              | 3:05,63                    |
| 4     | BUL  | Daniela Stawrewa, Stefka Kolewa, Todorka Wassilewa, Sneschka Christewa, Rumjana Kostowa, Weneta Karamandschukowa, Marijana Mintschewa, Walentina Alexandrowa, Stanka Georgiewa (Stf.) | 3:10,03                    |
| 5     | GBR  | Gillian Hodges, Joanna Toch, Penny Sweet, Linda Clark, Elizabeth Paton, Rosie Clugston, Nicola Boyes, Beverly Jones, Pauline Wright (Stf.)                                            | 3:13,85                    |
| 6     | POL  | Urszula Niebrzydowska, Ewa Lewandowska, Wanda Piątkowska, Beata Kamuda, Jolanta Modlińska, Teresa Soroka, Krystyna Ambros, Wiesława Kiełsznia, Grażyna Różańska (Stf.)                | 3:24,04 (im Hoffnungslauf) |